# Odontomachus mormo
Odontomachus mormo är en myrart som beskrevs av Brown 1976. Odontomachus mormo ingår i släktet Odontomachus och familjen myror. Inga underarter finns listade i Catalogue of Life.